# Bruchidius incaeruleus
Bruchidius incaeruleus is een keversoort uit de familie bladkevers (Chrysomelidae). De wetenschappelijke naam van de soort werd in 1924 gepubliceerd door Maurice Pic.